# Aniane
Aniane – miejscowość i gmina we Francji, w regionie Oksytania, w departamencie Hérault.
Według danych na rok 1990 gminę zamieszkiwało 1725 osób, a gęstość zaludnienia wynosiła 57 osób/km² (wśród 1545 gmin Langwedocji-Roussillon Aniane plasuje się na 218. miejscu pod względem liczby ludności, natomiast pod względem powierzchni na miejscu 183.).